# モッチェ永井
モッチェ永井（mocche nagai）は、東京都練馬区出身のシンガーソングライターである。

## 来歴
2007年The eskargot milesのベーシストとして参加。
2012年よりギター１本の弾き語りを始め、居酒屋からナイトクラブまで幅広く活動。
2014年、バリトンサックス奏者 浦朋恵と意気投合し、コーラスとしてエマーソン北村（ ex. JAGATARA / ex. MUTE BEAT ）、岡地曙裕（吾妻光良＆スィンギンバッパーズ、ex.ボ・ガンボス）らと共にFUJI ROCK FESTIVAL2014に出演。
2015年7月、1st Album 「モッチェ永井/MOCCHE NAGAI」をリリース。
コーラスワークにも定評があり、Leroy Sibbles(Heptones)来日公演、Stranger Cole来日公演など、ジャマイカン・レジェンドのコーラスとして参加
2016年7月、プロデュースに松田岳二を迎え、石川優子とチャゲのヒット曲ふたりの愛ランドをロカビリーアレンジでカバーし（モッチェ永井とラーナーズ（LEARNERS）名義）でリリース。
2017年、ドラムに北野原光生（The eskargot miles）とGretschギターの堀口チエ（ラーナーズ）、（Chie & The Wolf Baits ）をメンバーに
RockでSwinginなトリオ、モッチェ永井＆TENDERLY’Sを結成する。

## 主な作品
- 「まちのあかりをけして」(CD)　2010年9月25日発売　1stデモ(ライブ会場のみで販売)
- 「モッチェ永井／MOCCHE NAGAI」（CD)　2015年7月8日発売
- ふたりの愛ランド 　(Analog+CD)　2016年7月8日発売　モッチェ永井とラーナーズ名義
- 「ボストンバッグ / ミスティー」(Analog+CD) 2016年10月7日発売
- 「Yeh! Yeh!」(CD)　2017年5月17日発売　2nd ALBUM

## 参考
- http://hanx-inc.com/records/mocche-nagai/